# Caranga (Proaza)
Caranga es una parroquia española del concejo de Proaza, perteneciente a la comunidad autónoma de Asturias.

## Historia
Hacia finales del siglo XIX, la parroquia, ya por entonces perteneciente a Proaza, tenía contabilizada una población de 280 habitantes. Aparece descrita en el Diccionario geográfico y estadístico de Asturias (1897) de José González Aguirre con las siguientes palabras:

CARANGA (San Pedro de): parr. del concejo de Proaza, part. judicial de Oviedo, á 4 leg. de la capital y 1¼ de Proaza, sit. en un llano rodeada de las famosas peñas de Caranga. Comprende los l. de Carangas y Santullano y los cas. de Olíz y la Redonda. Confina al N. con Proaza; al E. con Bandujo; al S. con Villaorille y al O. con Aciera; la atraviesan los ríos Llaneses y Quirós, que juntos forman luego el río Trubia, que confluye con el Nalón. Produce maíz, trigo, arvejos, avellanas, patatas y castañas y variedad de frutas: cría ganado vacuno, lanar, cabrio y de cerda. Pobl. 68 vec., 280 habitantes.
(González Aguirre, 1897, p. 84)

En 2023, tenía empadronados 76 habitantes.